# 덴토역
덴토역(일본어: 天道駅 てんとうえき[*])은 일본 후쿠오카현 이즈카시에 위치한 규슈 여객철도 지쿠호 본선의 철도역이다. 상대식 승강장 2면 2선의 구조를 갖춘 지상역이다.

## 이용 현황
| 승차 인원 추이 | 승차 인원 추이 |
| 연도           | 1일 평균       |
| -------------- | -------------- |
| 2007           | 488            |
| 2008           | 479            |
| 2009           | 501            |
| 2010           | 512            |
| 2011           | 541            |
| 2012           | 540            |
| 2013           | 551            |

## 역 주변
- 다이쇼진 공원

## 역사
- 1901년 12월 9일 : 규슈 철도(초대)가 개업.
- 1907년 7월 1일 : 규슈 철도(초대)가 국유화되어, 제국철도청이 소관.
- 1929년 12월 7일 : 지쿠젠우치노 - 하루다 간 개통에 의해 지쿠호 본선으로 명명 편입.
- 1987년 4월 1일 : 일본국유철도 분할 민영화에 의해, 규슈 여객철도가 승계.
- 2009년 3월 1일 : IC카드 SUGOCA의 사용을 개시.
- 2015년 3월 14일 : 무인화.

## 인접 역
| 지쿠호 본선        | 지쿠호 본선         | 지쿠호 본선        |
| ------------------ | ------------------- | ------------------ |
| 이즈카 오리오 방면 | ■ 후쿠호쿠유타카 선 | 게이센 하카타 방면 |